# Светско првенство у скоковима у воду 2019 — торањ 10 м синхронизовано мешовито
Такмичење у синхронизованим скоковима у воду са торња у мешовитој конкуренцији на Светском првенству у скоковима у воду 2019. одржано је 13. јул 2019. године као део програма Светског првенства у воденим спортовима. Такмичења су се одржала у базену Општинског центра за водене спортове у Квангџуу у Јужној Кореји.
Учестовавалло је 8 парова из исто толико земаља. Златну медаљу освојио је кинески пар Љен Ђуенђе и Си Јађе којима је то по друга златна медаља на светским првенствима. Уједно је то била и трежа узастопна златна медаља за кинеске скакаче у овој дисциплини, од њеног увођења у програм светских првенстава 2015. године. Сребрну медаљу је освојио руски пар Минибајев−Белиајева, док је бронза припала мексичком пару Баљеса−Санчез.

## Освајачи медаља
|                             | Резултат |                                                  | Резултат |                                       | Резултат |
|                             |          |                                                  |          |                                       |          |
| Кина · Љен Ђуенђе · Си Јађе | 346,14   | Русија · Виктор Минибајев · Јекатерина Белиајева | 311,28   | Мексико · Хосе Баљеса · Марија Санчез | 287,64   |

## Резултати
У дисциплини синхронизованих скокова са торња у мешовитој конкуренцији такмичило се свега 8 парова, што је двоструко мање у поређењу са такмичењем одржаним две године раније у Будимпешти. Скакала се само финална серија која је одржана 13. јула са почетком од 13:00 часова по локалном времену (УТЦ+9).
| ПЛ. | Репрезентација   | Скакачи                               |        |
| ПЛ. | Репрезентација   | Скакачи                               | Бодови |
| --- | ---------------- | ------------------------------------- | ------ |
|     | Кина             | Љен Ђуенђе Си Јађе                    | 346,14 |
| 2   | Русија           | Виктор Минибајев Јекатерина Белиајева | 311,28 |
| 3   | Мексико          | Хосе Баљеса Марија Санчез             | 287,64 |
| 4.  | Велика Британија | Ноа Вилијамс Робин Бирч               | 285,18 |
| 5.  | Сједињене Државе | Захари Купер Оливија Розендал         | 267,96 |
| 6.  | Италија          | Мајкол Верцото Ноеми Батки            | 259,62 |
| 7.  | Јужна Кореја     | Ким Џивук Квон Халим                  | 247,20 |
| 8.  | Бразил           | Исак Соза Ингрид Оливеира             | 239,46 |